# Symfonie nr. 12 (Brian)
De Britse componist Havergal Brian voltooide zijn Symfonie nr. 12 op 4 februari 1957.
Het is een van Brians kortste symfonieën, na maximaal elf minuten is het werk voorbij. Toch kent deze symfonie een vierdelige opzet door tempoverschillen. Het werk begint met een introductie en nawoord, waarin de vier delen zitten verpakt:
1. Adagio-Allegro maestoso
2. A tempo marcia lento
3. Adagio espressivo
4. Allegro vivo.

## Orkestratie
Voor deze minisymfonie is echter (gebruikelijk bij Brian) een groot symfonieorkest nodig:
- 3 dwarsfluiten (III ook piccolo), 2 hobo's, 1 althobo, 2 klarinetten, 1 basklarinet, 3 fagotten (III ook contrafagot)
- 6 hoorns, 3 trompetten, 3 trombones, 1 eufonium, 1 tuba
- pauken, percussie, harp, celesta
- violen, altviolen, celli, contrabassen

## Uitvoeringen
Opvallend aan de geschiedenis is dat symfonie al (relatief) snel op de lessenaar lag. De eerste uitvoering vond plaats op 8 april 1959, het betrof echter een opname voor een radio-uitzending; dirigent was Harry Newstone met het London Symphony Orchestra. De eerste (en tot 2016 tevens laatste) publieke uitvoering vond plaats tijdens de Promsconcerten op 4 augustus 1966, Normal del Mar gaf toen leiding aan het BBC Symphony Orchestra.
Symfonie nr. 1 "Gotische"  · 2 · 3 · 4 · 5 · 6 · 7 · 8 · 9 · 10 · 11 · 12 · 13 · 14 · 15 · 16 · 17 · 18 · 19 · 20 · 21 · 22 · 23 · 24 · 25 · 26 · 27 · 28 · 29 · 30 · 31 · 32